# Limnoposthia polonica
Limnoposthia polonica är en plattmaskart som först beskrevs av Kolasa och Faubel 1974.  Limnoposthia polonica ingår i släktet Limnoposthia och familjen Mecynostomidae.
Artens utbredningsområde är Polen. Inga underarter finns listade i Catalogue of Life.